# Phyllecthris texanus
Phyllecthris texanus är en skalbaggsart som beskrevs av J. L. Leconte 1884. Phyllecthris texanus ingår i släktet Phyllecthris och familjen bladbaggar. Inga underarter finns listade i Catalogue of Life.